# Tiefosi Shuiku
Tiefosi Shuiku (kinesiska: 铁佛寺水库) är en reservoar i Kina. Den ligger i provinsen Henan, i den centrala delen av landet, omkring 370 kilometer sydost om provinshuvudstaden Zhengzhou. Tiefosi Shuiku ligger 109 meter över havet. Trakten runt Tiefosi Shuiku består till största delen av jordbruksmark.
Genomsnittlig årsnederbörd är 1 445 millimeter. Den regnigaste månaden är juli, med i genomsnitt 258 mm nederbörd, och den torraste är januari, med 34 mm nederbörd.